# Goetheplatz (Bremen)
Der Goetheplatz ist ein historischer Platz in Bremen im Stadtteil Mitte an der heutigen Kulturmeile im sogenannten Viertel. Er trägt den Namen des Dichters Johann Wolfgang von Goethe.
Die am Platz befindlichen Straßen wurden u. a. benannt als Am Wall nach den Bremer Wallanlagen, Contrescarpe nach der dem Wall gegenüberliegenden Böschung des Wallgrabens, Ostertorsteinweg nach dem Ostertor (Osttor) in der früheren Bremer Stadtbefestigung, St. Pauli Passage nach dem Paulskloster und Bleicherstraße, da hier die Leinwandbleiche stattfand.

## Geschichte

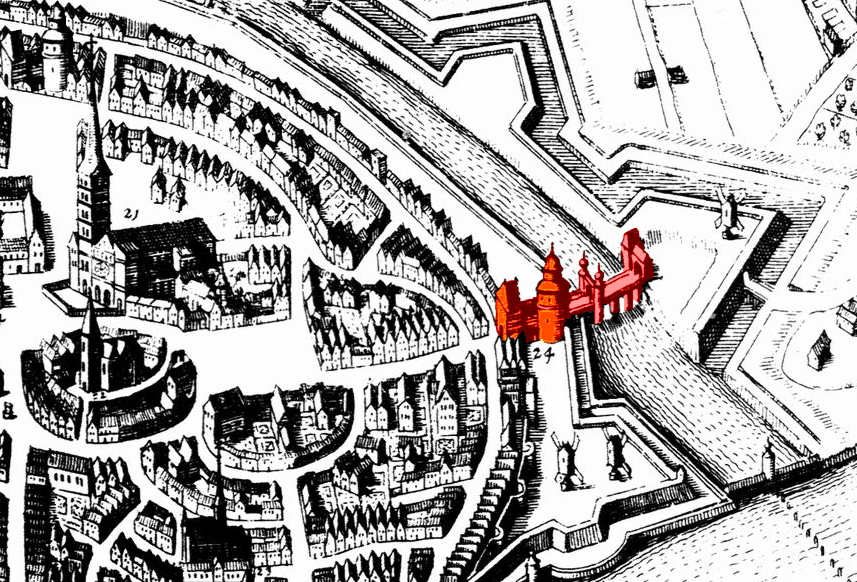
1641: Osterthor

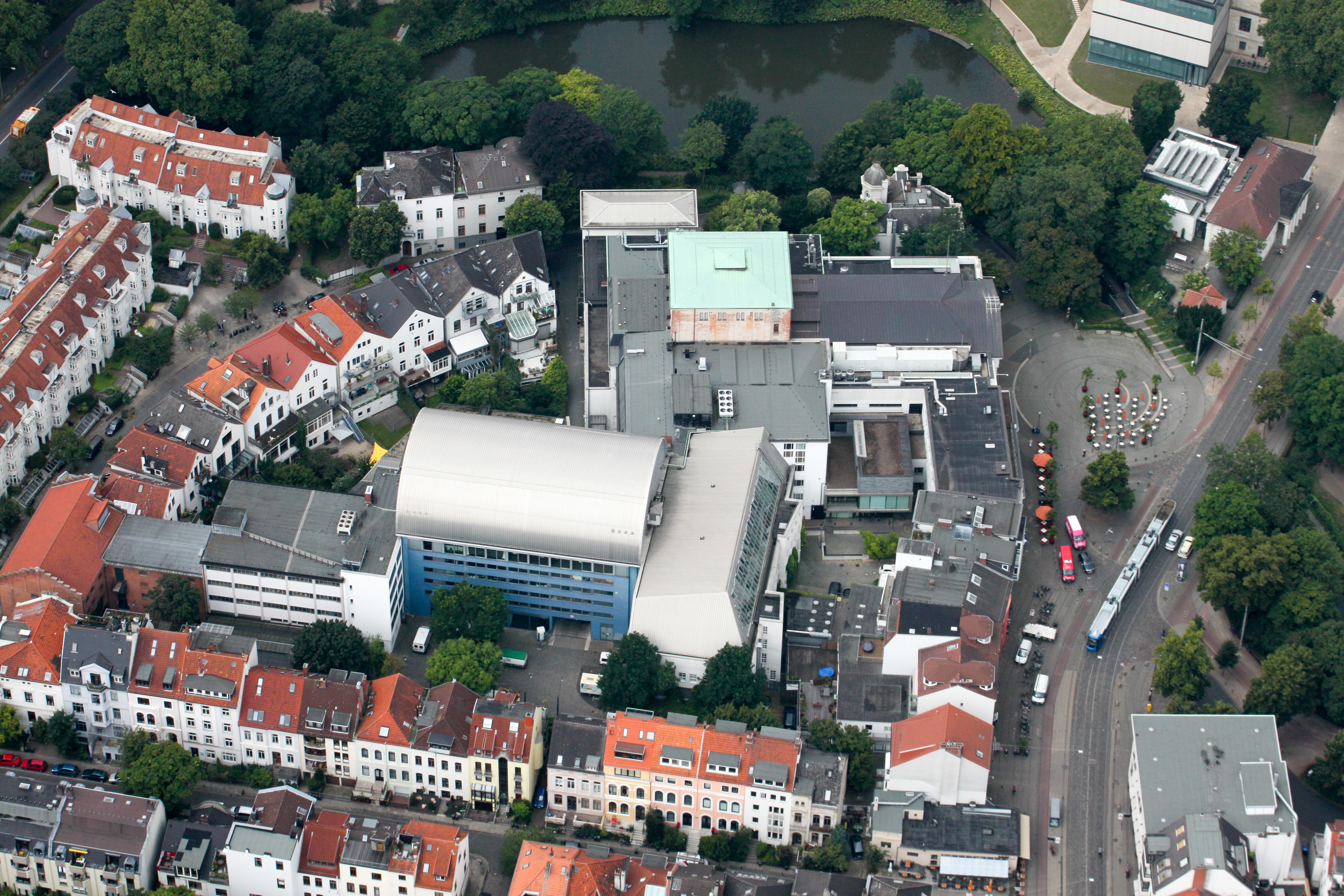
2012: Platz, Wallanlage, Theater, Mozartstraße

Mit dem Bau der Bremer Stadtmauer entstand 1238 auch das Ost(er)tor. Ein Weg, später der Ostertorsteinweg, führte Richtung Osten, vorbei am Paulskloster (1050–1523) und der späteren Siedlung von Handwerkern und Händlern der Vorstadt vor dem Ostertore bzw. St.-Pauli-Vorstadt. Im 17. Jahrhundert erfolgte der Ausbau als Steinstraße (Stenstrade). 1802/04 wurde der Wall entfestigt und als parkartige Wallanlage umgestaltet. Ein kleines Wachhaus wurde errichtet. 1825/1828 entstanden die beiden Torgebäude dir heute als Ausstellungsräume dienen, und 1826 wurde der Ostertorzwinger abgerissen. Bis 1849 entstand die Bremer Kunsthalle.
Das Theater am Goetheplatz wurde 1913 fertig gestellt und damit auch der davor liegende Platz.
Seine letzte Umgestaltung erfuhr der Platz um 1990.

Er ist heute (2017) ein belebter Aufenthaltsbereich mit mehreren Geschäften, begrünt mit mobilen Pflanzkübeln. In wärmeren Zeiten werden Tische und Stühle des Cafés Theatro aufgestellt.

## Gebäude um den Platz

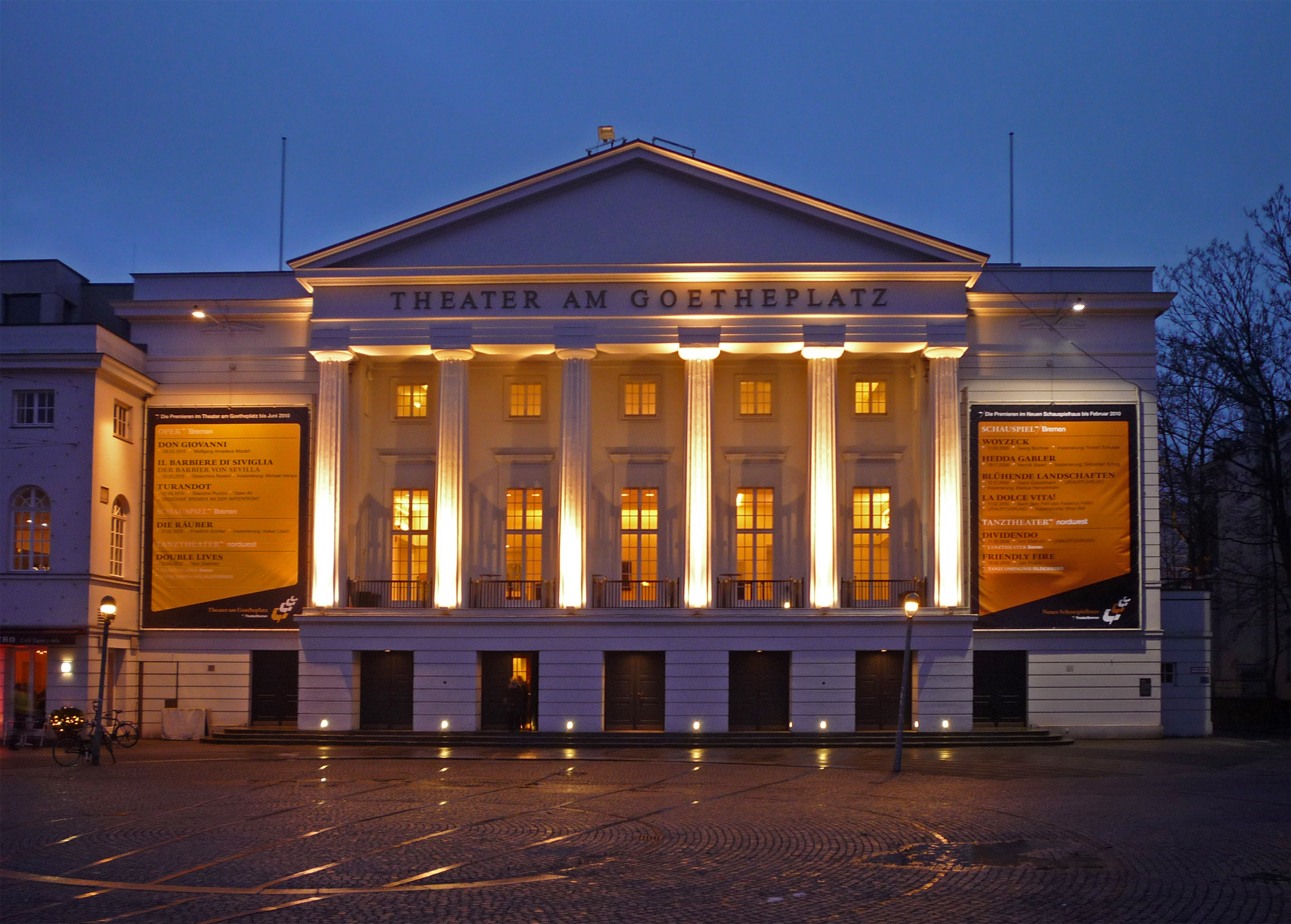
Theater am Goetheplatz
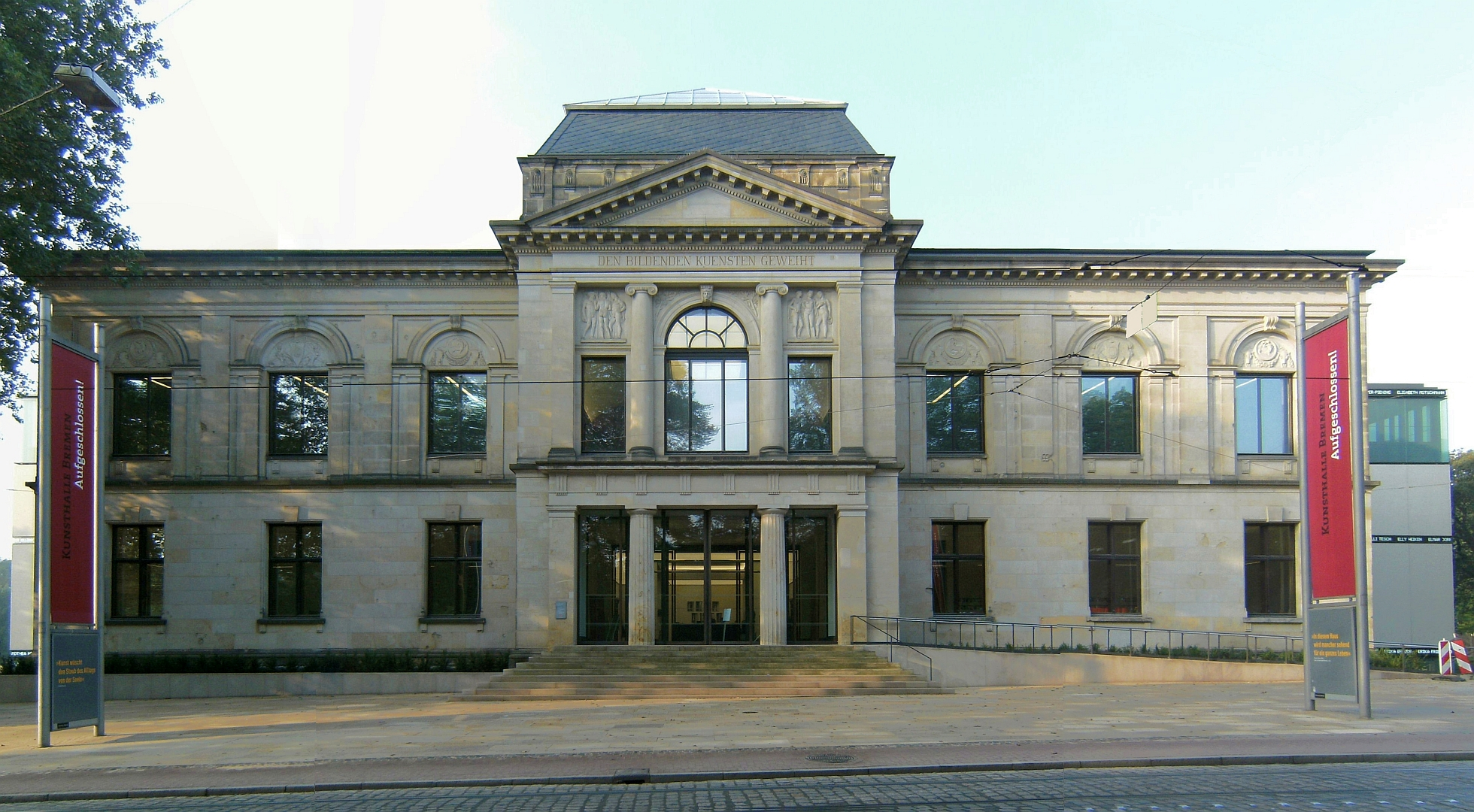
Kunsthalle Bremen
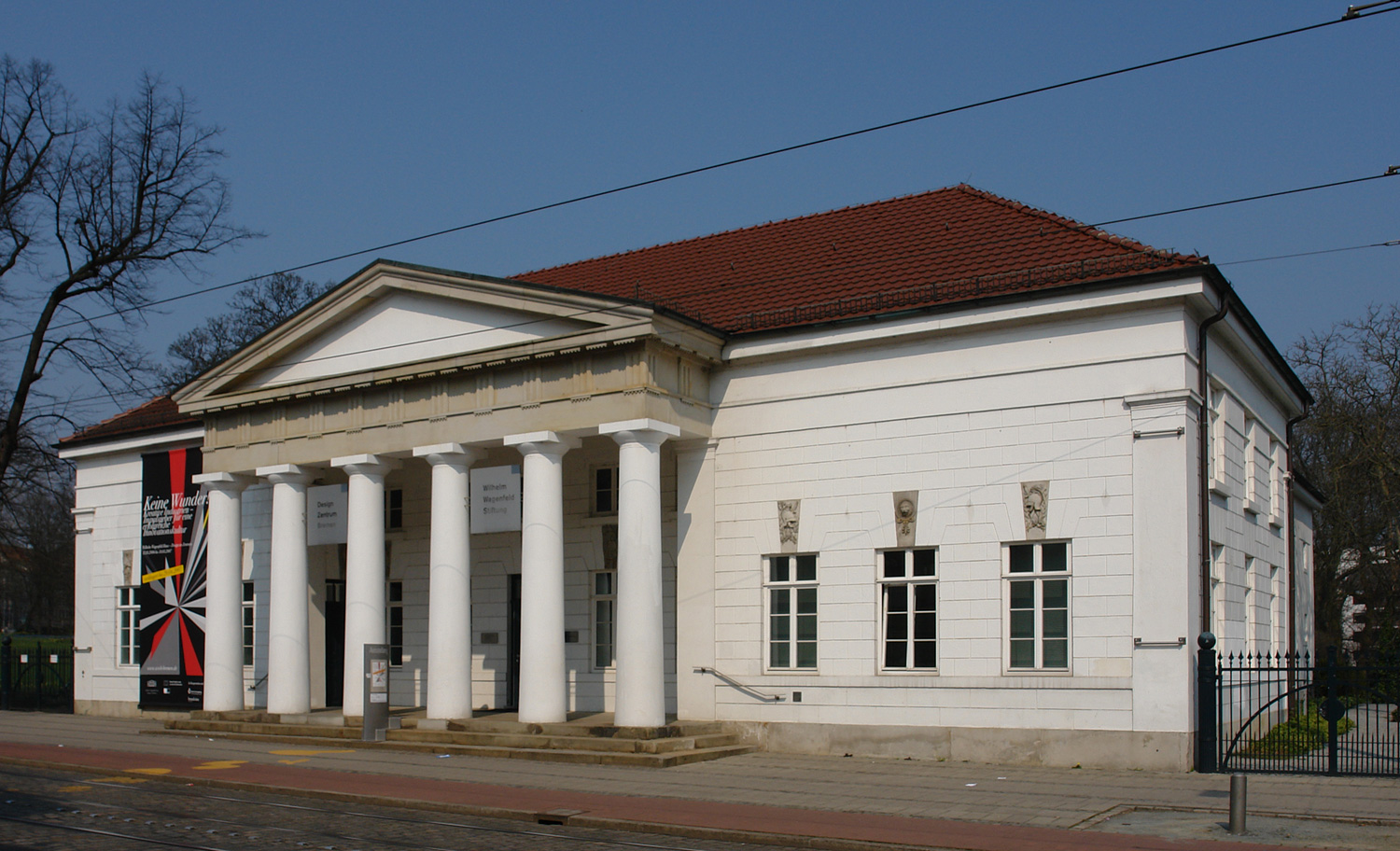
Ostertorwache Wilhelm-Wagenfeld-Haus
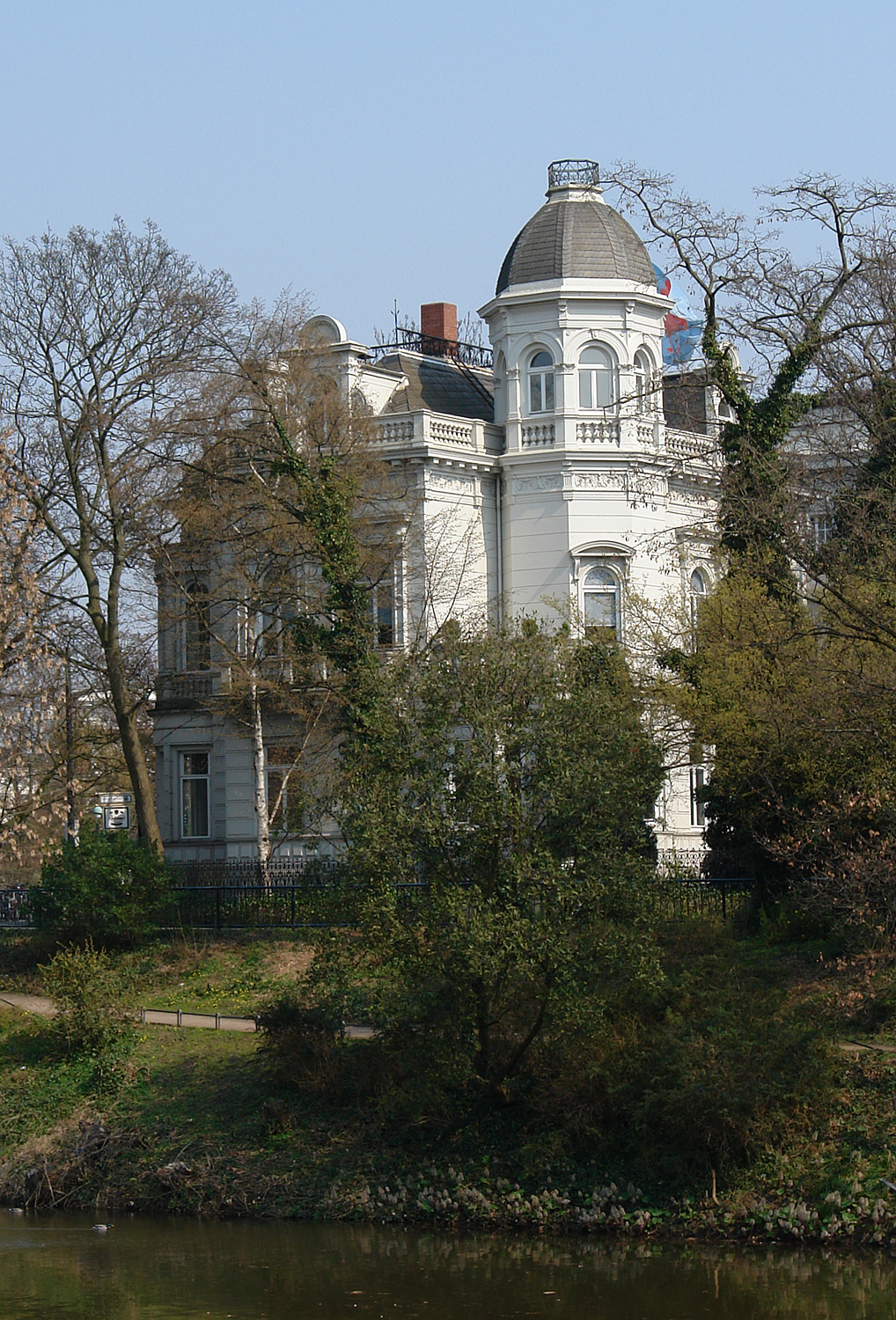
Villa Ichon
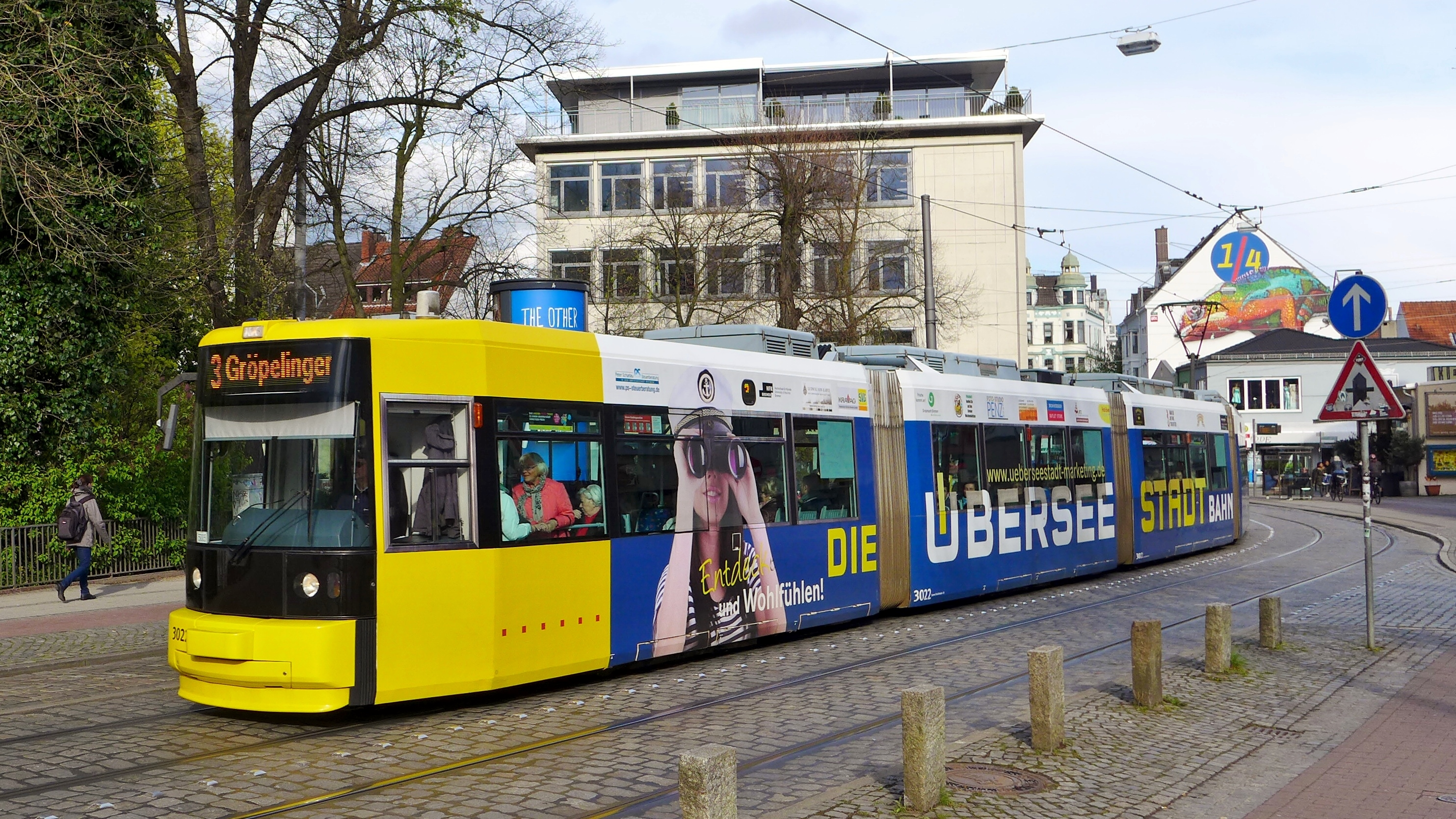
Hinter der Straßenbahn das Haus Puls am Eck
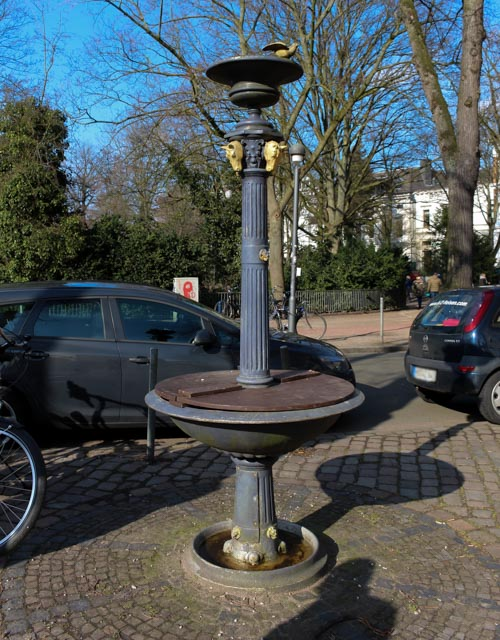
Pferdebrunnen
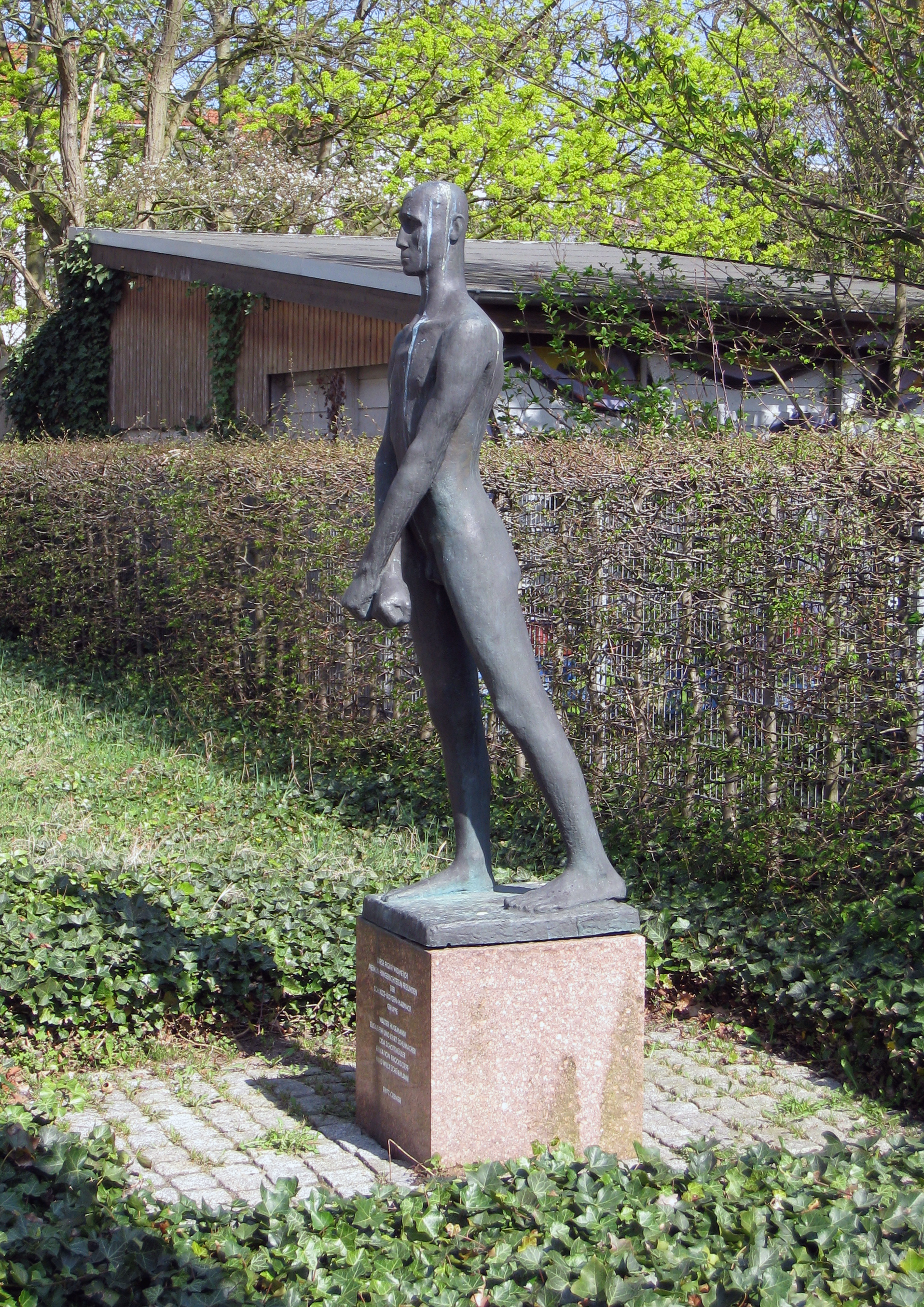
Freiheitskämpfer

- Es stehen am Platz viergeschossige verputzte Wohn- und Geschäftshäuser mit Satteldächern.
- Theater am Goetheplatz: 1913 nach Plänen von August Abbehusen und Otto Blendermann.
- Kunsthalle Bremen: 1849 von Lüder Rutenberg gebaut, Erweiterungsbau 1902/04 nach Plänen von  Gildemeister (Fassade) und Albert Dunkel (Innen), Wiederaufbau um 1947/48, Erweiterungsbau von 1982 (abgerissen), 2. Erweiterung von 2011 nach Plänen von Hufnagel, Pütz und Rafaelian (Berlin).
- Wilhelm-Wagenfeld-Haus: 1828 nach Plänen von Friedrich Moritz Stamm als klassizistisches Torhausensemble mit Wach- und Detentionsgebäude der Ostertorwache errichtet; seit 1993 nach Umbau kulturelle Einrichtung, benannt nach dem Produktdesigner Wilhelm Wagenfeld mit u. a. der Ausstellung der Wilhelm-Wagenfeld-Stiftung und der Bremer Design GmbH.
- Villa Ichon: 1849 von Heinrich Depken erbaut, 1871 Neubau nach Plänen von Johann Georg Poppe im Neorenaissancestil, nach 1982 Sanierung durch Klaus Hübotter für ein bestehendes Forum für Kultur- und Friedensarbeit mit u. a. amnesty international, Deutsche Friedensgesellschaft – Vereinigte KriegsdienstgegnerInnen (DFG-VK), Verein Bremer Literaturhaus (virt.) sowie mit dem Restaurant Antonio's La Villa.
- Contrescarpe/Ecke Ostertorsteinweg: 4-gesch. Geschäftshaus Puls am Eck von 1955 nach Plänen von Martin Zill.
- Spielplatz zur Wallanlage/Contrescarpe.

Denkmale, Brunnen
- Pferdebrunnen I, Contrescarpe, Ecke Goetheplatz, von 1900 nach einem Entwurf von Gerhard Lange.
- Freiheitskämpfer: Skulptur aus Bronze von 1984 nach dem Entwurf von Fritz Cremer (Berlin) zum Gedenken an Mildred Harnack und Harro Schulze-Boysen beim Wilhelm-Wagenfeld-Haus.

## Verkehr
Am Platz mit Haltestation führen die Straßenbahnlinien 2 und 3 der Bremer Straßenbahn AG im Nahverkehr in Bremen vorbei in Richtung West (Gröpelingen) und Ost, (Sebaldsbrück bzw. Weserwehr).
Das nahe Parkhaus Tiefgarage Ostertor/Kulturmeile der BrePark liegt direkt an der Weser und ist über den Osterdeich zu erreichen.